# (37405) 2001 XT100
2001 XT100 (asteroide 37405) é um asteroide da cintura principal. Possui uma excentricidade de 0.17865650 e uma inclinação de 3.57452º.
Este asteroide foi descoberto no dia 10 de dezembro de 2001 por LINEAR em Socorro.